# Hexatoma (Eriocera) cornigera
Hexatoma (Eriocera) cornigera is een tweevleugelige uit de familie steltmuggen (Limoniidae). De soort komt voor in het Neotropisch gebied.